# ستيفين ساما
ستيفين ساما (بالألمانية: Stephen Sama)‏ (5 مارس 1993 في الكاميرون - ) هو لاعب كرة قدم ألماني في مركز الدفاع. شارك مع منتخب ألمانيا تحت 17 سنة لكرة القدم ومنتخب ألمانيا لكرة القدم تحت 18 سنة ومنتخب ألمانيا تحت 19 سنة لكرة القدم ومنتخب ألمانيا تحت 20 سنة لكرة القدم. أما مع النوادي، فقد لعب مع نادي شتوتغارت ونادي ليفربول وفي إف بي شتوتغارت الثاني.

## وصلات خارجية
- ستيفين ساما على موقع الاتحاد الأوربي (الإنجليزية)
- ستيفين ساما على موقع قاعدة بيانات كرة القدم.إي يو (الإنجليزية)
- ستيفين ساما على موقع Soccerbase.com (لاعب) (الإنجليزية)
- ستيفين ساما على موقع Soccerway.com (الإنجليزية)
- ستيفين ساما على موقع عالم كرة القدم.نت (الإنجليزية)
- ستيفين ساما على موقع AS.com (الإسبانية)